# Kentelioù an Noz

Kentelioù an noz, « leçons de la nuit » en français, est une association loi de 1901 qui dispense des cours et des stages de breton pour adultes et organise des animations socioculturelles en breton, en Loire-Atlantique, principalement la métropole de Nantes.
Il s'agit d'une des plus anciennes associations nantaises concernant la langue bretonne. Elle est adhérente de l'Agence Culturelle Bretonne de Loire-Atlantique et a des liens avec d'autres structures de la culture bretonne. Au niveau local, elle coopère également avec les principales structures de développement du breton : L' Office public de la langue bretonne, Skol an Emsav et les écoles Diwan (immersif associatif), Div Yezh (bilingue public) et Divaskell (filière bilingue de l'enseignement privé catholique).
Elle est soutenue dans son action par la Bretagne (région administrative), le Conseil Départemental de Loire-Atlantique ainsi que par la Ville de Nantes.

## Animations socioculturelles

### Ateliers et activités régulières
- Événements sociaux et festifs (café breton, karaoke, jeux, promenades en breton)
- Atelier et stages de loisirs créatifs et artistiques (théâtre, chant, Danse bretonne)
- Atelier radio avec Radio Naoned
- Cours de lecture et club littéraire
- Ateliers culinaires
- Initiations au gallo et au gallois

## Récompenses
- 2003 : Prix régional de l'avenir du breton (Conseil régional de Bretagne, Office de la langue bretonne)
- 2004 : Oscar du bénévolat de la Banque populaire Atlantique (Banque populaire Atlantique)
- 2005 : Prix régional de l'avenir du breton (Conseil régional de Bretagne, Office de la langue bretonne)
- 2021 : Prix régional de l'avenir du breton (Conseil régional de Bretagne, Office de la langue bretonne)[1]